# Artis Pabriks
Artis Pabriks (22 de março de 1966) é um político letão. Desde janeiro de 2019, ele é ministro da Defesa e vice-primeiro-ministro da Letônia. De 2014 a 2018, foi deputado ao Parlamento Europeu.
Depois de completar sua passagem obrigatória de dois anos no Exército Soviético, Pabriks formou-se em história pela Universidade da Letônia em 1992 e, com uma bolsa financiada pela Dinamarca, concluiu seu doutorado. em ciência política pela Universidade de Aarhus em 1996. Depois de terminar seu Ph.D. sobre minorias na Europa, tornou-se reitor da Vidzeme University of Applied Sciences, uma faculdade regional recém-fundada localizada em Valmiera. Ele é co-autor de um livro: Latvia: Challenge of Change (2001), que foi posteriormente republicado junto com volumes sobre a Lituânia e a Estônia sob o título The Baltic States: Estonia, Latvia and Lithuania (2002). Ambos foram publicados pela Routledge.